# Melissa Arnot
Pas d'image ? Cliquez ici
Melissa Arnot Reid, née le 18 décembre 1983, est une alpiniste américaine. Elle a réalisé l'ascension du sommet du Mont Everest 6 fois.

## Biographie
Mellissa Arnot a grandi proche du Parc National de Glacier à Whitefish, dans l'état du Montana aux États-Unis.